# 吉葉山潤之輔
吉葉山潤之輔（日语：／ Yoshibayama Junnosuke，1920年4月3日—1977年11月26日），本名池田潤之輔，北海道厚田郡厚田村（現：石狩市）出生的前大相撲力士，第43代橫綱。

## 生涯

### 早年
1920年4月3日，池田潤之輔出生於北海道厚田郡厚田村的一個漁夫家庭，為家中的三男，少年時便長得非常高大、強壯。
畢業後的池田原定要前往北海道製糖就職，但沒有學歷的他為了習得一技之長，隻身前往東京。抵達上野車站後，池田被兩個年輕力士帶回高島部屋，後來才發現是認錯人，但也誤打誤撞的入門。因為預定要在北海道製糖工作的這段因緣，因此四股名取為「北糖山」。
1938年因盲腸炎病危，康復後為了感謝為其開刀的醫生吉葉庄作的恩情，將四股名改為「吉葉山」。

### 大相撲時期
1942年，吉葉山取得幕下優勝，在即將晉升為十兩之時接到入伍的召集令。在戰場上曾身中兩槍，有流言指吉葉山已戰死在前線，高島部屋也將他除名，直到1946年吉葉山回歸。
1951年，當時為大關的吉葉山以全勝之姿奪得生涯的第一次，也是唯一一次的優勝，並晉升為橫綱，橫綱入土俵選擇的是當時較少橫綱選用、繼承的不知火型。
晉升橫綱後的吉葉山，卻因為慢性病以及年輕時的槍傷的影響，不僅休場頻繁，實力也逐漸衰退，橫綱現役時沒有取得任何一次優勝，當時的吉葉山也曾被稱為「悲劇的横綱」，最終在1958年1月場所後黯然退役。

### 退休後
在現役的晚年時期，吉葉山利用一代年寄制度創立了「吉葉山相撲道場」。退休後的吉葉山繼承年寄名跡宮城野，部屋名稱也改為宮城野部屋。
宮城野親方十分致力於提拔後進，培養出了明武谷力伸、陸奥嵐幸雄、廣川泰三等後來也成為各部屋師傅的關取，現任的宮城野親方竹葉山真邦也是在吉葉山在世時入門的。
1977年11月26日，因腎功能衰竭，於東京逝世，享年57歲。

## 戰績

### 總戰績
- 總戰績：357勝171敗1預79休
- 幕内戰績：304勝151敗1預79休 
  - 横綱戰績：109勝67敗73休
  - 大關戰績：109勝34敗1預6休

### 優勝
- 幕内優勝：1次（全勝）（1954年1月場所）
- 幕下優勝：1次（1942年5月場所）

### 三賞・金星
- 三賞：3次
  - 殊勳賞：3次（1950年1月場所、1950年3月場所、1950年5月場所）
- 金星：2個（照國萬藏2個）

### 各場所戰績
| | 1月場所 初場所（東京） | 3月場所 春場所（大阪） | 5月場所 夏場所（東京） | 7月場所 名古屋場所（愛知） | 9月場所 秋場所（東京） | 11月場所 九州場所（福岡） |
| --- | ---------------------- | ---------------------- | ---------------------- | -------------------------- | ---------------------- | ------------------------- |
| 1938年 （昭和13年） | x                      | x                      | （前相撲）             | x                          | x                      | x                         |
| 1939年 （昭和14年） | 東 序之口 #12 2–5      | x                      | 西 序二段 #68 6–2      | x                          | x                      | x                         |
| 1940年 （昭和15年） | 西 序二段 #13 7–1      | x                      | 東 三段目 #30 7–1      | x                          | x                      | x                         |
| 1941年 （昭和16年） | 東 幕下 #29 7–1        | x                      | 西 幕下 #5 3–5         | x                          | x                      | x                         |
| 1942年 （昭和17年） | 東 幕下 #13 5–3        | x                      | 東 幕下 #1 優勝 7–1    | x                          | x                      | x                         |
| 1943年 （昭和18年） | x                      | x                      | x                      | x                          | x                      | x                         |
| 1944年 （昭和19年） | x                      | x                      | x                      | x                          | x                      | x                         |
| 1945年 （昭和20年） | x                      | x                      | x                      | x                          | x                      | x                         |
| 1946年 （昭和21年） | x                      | x                      | x                      | x                          | x                      | x                         |
| 1947年 （昭和22年） | x                      | x                      | 東 十兩 #4 9–1         | x                          | x                      | 東 前頭 #13 8–3           |
| 1948年 （昭和23年） | x                      | x                      | 東 前頭 #7 8–3         | x                          | 東 前頭 #2 5–6 ★       | x                         |
| 1949年 （昭和24年） | 東 前頭 #3 7–6         | x                      | 東 前頭 #3 2–13        | x                          | 東 前頭 #10 10–5       | x                         |
| 1950年 （昭和25年） | 東 前頭 #3 10–5 殊★    | x                      | 東 前頭 #1 10–5 殊     | x                          | 東 張出關脇 13–2 殊    | x                         |
| 1951年 （昭和26年） | 東 關脇 13–2           | x                      | 西 大關 10–5           | x                          | 東 大關 9–5 （預1）    | x                         |
| 1952年 （昭和27年） | 西 大關 12–3           | x                      | 東 大關 10–5           | x                          | 西 大關 12–3           | x                         |
| 1953年 （昭和28年） | 西 大關 6–3–6          | 西 大關 10–5           | 西 大關 14–1           | x                          | 東 大關 11–4           | x                         |
| 1954年 （昭和29年） | 東 大關 15–0           | 西 横綱 休場 0–0–15    | 西 張出横綱 0–1–14     | x                          | 西 張出横綱 11–4       | x                         |
| 1955年 （昭和30年） | 西 横綱 #2 5–2–8       | 東 張出横綱 3–2–10     | 西 張出横綱 0–2–13     | x                          | 西 張出横綱 9–6        | x                         |
| 1956年 （昭和31年） | 東 張出横綱 9–6        | 西 横綱 11–4           | 東 横綱 8–7            | x                          | 東 張出横綱 12–3       | x                         |
| 1957年 （昭和32年） | 西 横綱 10–5           | 東 張出横綱 3–3–9      | 西 張出横綱 5–6–4      | x                          | 東 張出横綱 9–6        | 西 横綱 11–4              |
| 1958年 （昭和33年） | 西 横綱 引退 3–6–0     | x                      | x                      | x                          | x                      | x                         |
| 各欄数字按「勝-負-休場」表示。 優勝 引退 十兩･幕下 三賞：敢=敢鬬賞、殊=殊勛賞、技=技能賞 其他：★=金星 番付階級：幕内 - 十兩 - 幕下 - 三段目 - 序二段 - 序之口 幕内序列：横綱 - 大關 - 關脅 - 小結 - 前頭（「#数字」为出场顺序） |                        |                        |                        |                            |                        |                           |

## 四股名
- 北糖山 潤之輔（ほくとうざん じゅんのすけ）1938年5月場所-1939年1月場所
- 吉葉山 潤之輔（よしばやま -）1939年5月場所-1958年1月場所

## 年寄
- 吉葉山 潤之輔（よしばやま じゅんのすけ）1958年1月-1959年11月（一代年寄）
- 宮城野 潤之輔（みやぎの -）1960年1月-1977年11月

## 註解
1. 1 2 3  北辰堂出版『昭和平成 大相撲名力士100列傳』（鹽澤實信、2015年）p.48-50
2. ↑  場所後受徵召上戰場
3. ↑  與照國進行優勝決定戰
4. ↑  因右腳踝關節扭傷而從第9日開始休場
5. ↑  因左腳踝關節扭傷而從初日開始休場
6. ↑  因右腳踝關節扭傷而從第7日開始休場
7. ↑  因左食指撕裂傷而從第5日開始休場
8. ↑  因左腳踝關節扭傷而從第2日開始休場
9. ↑  因左腳跗蹠關節扭傷而從第6日開始休場
10. ↑  因左腳踝關節扭傷、左膝關節挫傷而從第11日開始休場